# 의식 (1969년 영화)
의식(The Rite, Riten)은 스웨덴에서 제작된 잉마르 베리만 감독의 1969년 드라마 영화이다. 잉그마르 베르히만 등이 주연으로 출연하였고 Lars-Owe Carlberg 등이 제작에 참여하였다.

## 출연

### 주연
- 잉그마르 베르히만
- 거너 본스트랜드
- 잉그리드 서린

## 제작진
- 미술: Mago
- 의상: Mago